# Tour della nazionale maschile di rugby a 15 dell'Italia 2000
Nel luglio 2000 la nazionale italiana di rugby si recò in tour nelle Isole del Pacifico dove erano previsti quattro incontri, equamente divisi tra incontri infrasettimanali e test match, a Samoa e Figi.
La vigilia del tour era stata tumultuosa: il capitano Alessandro Troncon, all'epoca tesserato del Montferrand, aveva chiesto di essere escluso dalla spedizione perché impegnato nelle semifinali del campionato francese ma il C.T. azzurro, il neozelandese Brad Johnstone, ribatté che l'unico modo per rinunciare al tour era quello di ritirarsi dalla nazionale; un tentativo di conciliazione fallì, e Troncon fu costretto ad annunciare il suo abbandono forzato della maglia azzurra.
Pochi giorni più tardi giunse anche la sospensione della Federazione francese per non avere ottemperato agli obblighi di chiamata della propria federazione di appartenenza, e Troncon non poté giocare i play-off del campionato.
Con Alessandro Moscardi e Cristian Stoica ad assumere di volta in volta la guida in campo come capitano, la nazionale affrontò quindi i primi due incontri del tour a Samoa: la prima partita, un'infrasettimanale senza cap contro Samoa A, fu persa negli ultimi minuti di gioco per mancanza di tenuta sul fondo: avanti di 26-10 a quattro minuti dalla fine, infatti, l'Italia subì dapprima la meta (trasformata) del momentaneo 26-17, poi due mete, la seconda delle quali a tempo ormai finito, di Sofai, con le quali il punteggio fu ribaltato.
La trasformazione di Taleafoa servì solo ai fini statistici e a fissare il punteggio sul 29-26 per i samoani.
Ben più pesante il successivo test match contro la Samoa maggiore, in cui l'Italia non entrò mai in partita e, dopo un primo tempo sterile, si trovò a venti minuti dalla fine sotto di 10-36 prima che due mete di Moscardi e Stoica riducessero il passivo; allo scadere Brian Lima fissò con un'ulteriore meta, la quinta di giornata per la sua squadra, lo score sul 43-24.
I due incontri a Figi confermarono il trend negativo degli uomini di Johnstone e, se possibile, si rivelarono un peggioramento rispetto a Samoa: nell'infrasettimanale, disputato contro una formazione delle province ribattezzata Fiji President’s XV, l'Italia tenne i primi quaranta minuti per poi subire tre mete nella ripresa e finire sconfitta per 18-34.
Disastroso, invece, il test match contro Figi: gli isolani marcarono tre mete e si portarono sul 21-0 dopo neppure mezz'ora, e a fine primo tempo solo Ramiro Pez, con un piazzato, aveva cancellato lo zero dal tabellino azzurro; nel secondo tempo altre due mete figiane e due piazzati portarono il loro score a 43, mentre l'Italia poté ascrivere a referto solo ulteriori due piazzati, ancora di Pez e poi di Francesco Mazzariol.
Gli Azzurri chiusero così il tour con quattro sconfitte su altrettanti incontri; per gli incontri di fine anno contro Romania e Nuova Zelanda Troncon fu reintegrato in squadra.

## Risultati

### Itest match
| Arbitro: | Tappe Henning |

|                                             |      |                                         |
| So’oialo 3’, 42’, 60’ Vaega 24’ Lima 80’+2’ | mt   | 33’ Checchinato 62’ Moscardi 71’ Stoica |
| Samania 3’, 24’, 60’                        | tr   | 33’, 62’, 71’ Pez                       |
| Samania 14’, 37’, 43’, 53’                  | c.p. |                                         |
|                                             | drop | 45’ Pez                                 |

| Arbitro: | Mark Lawrence |

|                                                                |      |                            |
| Vunibaka 12’ Raiwalui 16’ Satala 27’ Little 60’ Ligairi 80’+6’ | mt   |                            |
| Little 12’, 16’, 27’                                           | tr   |                            |
| Little 3’, 30’, 41’, 64’                                       | c.p. | 36’, 45’ Pez 59’ Mazzariol |

### Gli altri incontri
| Arbitro: | Talapusi Tuisila |

|                                     |      |                                        |
| Avi 25’ Mailo 76’ Sofai 78’, 80’+1’ | mt   | 18’ De Carli 70’ Raineri 72’ Francesio |
| Taleafoa Kalolo 25’, 76’, 80’+1’    | tr   | 70’ Mazzariol                          |
| Toleafoa Kalolo 62’                 | c.p. | 10’, 29’, 56’ Mazzariol                |

| Arbitro: | Peny Mauakalau |

|                                                 |      |                           |
| Bari 12’, 26’ Davu 45’ Koroiyadi 53’ Nadolo 66’ | mt   | 2’ Perugini 35’ Francesio |
| Nadolo 12’, 53’, 66’                            | tr   | 35’ Scanavacca            |
| Nadolo 15’                                      | c.p. | 31’, 59’ Scanavacca       |